# Wangenheim
Wangenheim ist ein Ortsteil der Landgemeinde Nessetal im thüringischen Landkreis Gotha.

## Geografie
Wangenheim liegt im nordwestlichen Teil des Landkreises Gotha im Tal der Nesse am Südrand des Höhenzugs Große Harth, einem südöstlichen Ausläufer des Hainich. Die Wangenheim umgebenden Hügel erreichen Höhen von bis zu 360 m ü. NN. Wangenheim ist jeweils etwa 15 Kilometer von Gotha und Bad Langensalza entfernt. Durch die Ortsmitte verläuft der Krautmaßengraben, ein kleiner Bach, der die Äcker nördlich des Dorfes entwässert. Westlich des Ortes befindet sich die 1977/78 zu Bewässerungszwecken errichtete Talsperre Tüngeda/Wangenheim, die heute mit einem nordöstlich angrenzenden Campingplatz vorrangig der Erholung dient.
Die nächstliegenden Orte sind Eberstädt an der Nesse im Süden, Brüheim im Südwesten, Tüngeda im Nordwesten, Wiegleben im Norden, Hochheim im Osten und Goldbach im Südosten. Durch den Ort führt die Landesstraße L 1030 von Gotha nach Reichenbach, wo sie auf die B 84 trifft. Nördlich des Ortes befindet sich auf dem 358 m hohen Teufelsberg eine große Windkraftanlage.

## Geschichte
Basierend auf archäologischen Funden in der Wangenheimer Flur wird angenommen, dass bereits zur Schnurkeramik- und Bronzezeit hier Menschen siedelten. Das Dorf selbst wurde im Jahre 860 urkundlich als Besitzung des Klosters Fulda erstmals erwähnt.
1133 tauchte das Adelsgeschlecht von Wangenheim in Urkunden auf, das die Entwicklung des Ortes im späten Mittelalter prägte. Ausschlaggebend für den befestigten Stammsitz der Familie Wangenheim im Ort dürfte die Kreuzung der von Nord nach Süd mit den von Ost nach West verlaufenden Wegen sowie die günstige natürliche und ernährungswirtschaftliche Lage gewesen sein. Vorerst waren sie frei, ab 1395 wurden sie Ministerialen der Thüringer Landgrafen. Dieses Geschlecht war auch von 1513 bis 1560 Besitzer der Burg Winterstein sowie ab 1370 Besitzer der Burg Sonneborn. Die Burg Wangenheim wurde im 16. Jahrhundert aufgegeben. 1747 brach man ein kemenatenartiges Gebäude ab. Reste der Anlage sollen noch im 18. Jahrhundert sichtbar gewesen sein. Nachdem die beiden Rittergüter im Ort in Konkurs geraten waren, kauften sie die Herren von Uechtritz (Fugaische Linie) im Jahr 1738. Wangenheim zählte aber weiterhin zum Wangenheimschen Gericht.
Vom 17. Jahrhundert bis 1920 gehörte der Ort zum Herzogtum Sachsen-Gotha bzw. dessen Nachfolgeherzogtümern. Danach wurde der Ort Teil des Landkreises Gotha und gehörte von 1952 bis 1990 zum Kreis Gotha im DDR-Bezirk Erfurt.
Am 1. Januar 2019 wurden die zuvor selbständigen Gemeinden Wangenheim, Ballstädt, Bufleben, Friedrichswerth, Goldbach, Haina, Hochheim, Remstädt, Brüheim, Warza und Westhausen zur Landgemeinde Nessetal zusammengeschlossen. Wangenheim war Mitglied der Verwaltungsgemeinschaft Mittleres Nessetal.

## Städtepartnerschaften
Patengemeinde des Ortes ist Dörzbach im Hohenlohekreis in Baden-Württemberg.

## Kirchengemeinde
Die evangelische Kirchgemeinde Wangenheim, zugleich Pfarramtssitz für die ev.-luth. Kirchgemeinden Wangenheim, Tüngeda, Reichenbach, Westhausen und Warza, hat sich zum 1. Januar 2013 mit zehn weiteren evangelischen Kirchgemeinden zusammengeschlossen zur Evangelischen Emmausgemeinde Goldbach-Wangenheim. Das Pfarramt blieb erhalten, wenn auch der zuständige Pfarrer nunmehr in Goldbach wohnt. In Wangenheim leben ca. 300 gemeldete evangelische Christen.

## Sehenswürdigkeiten

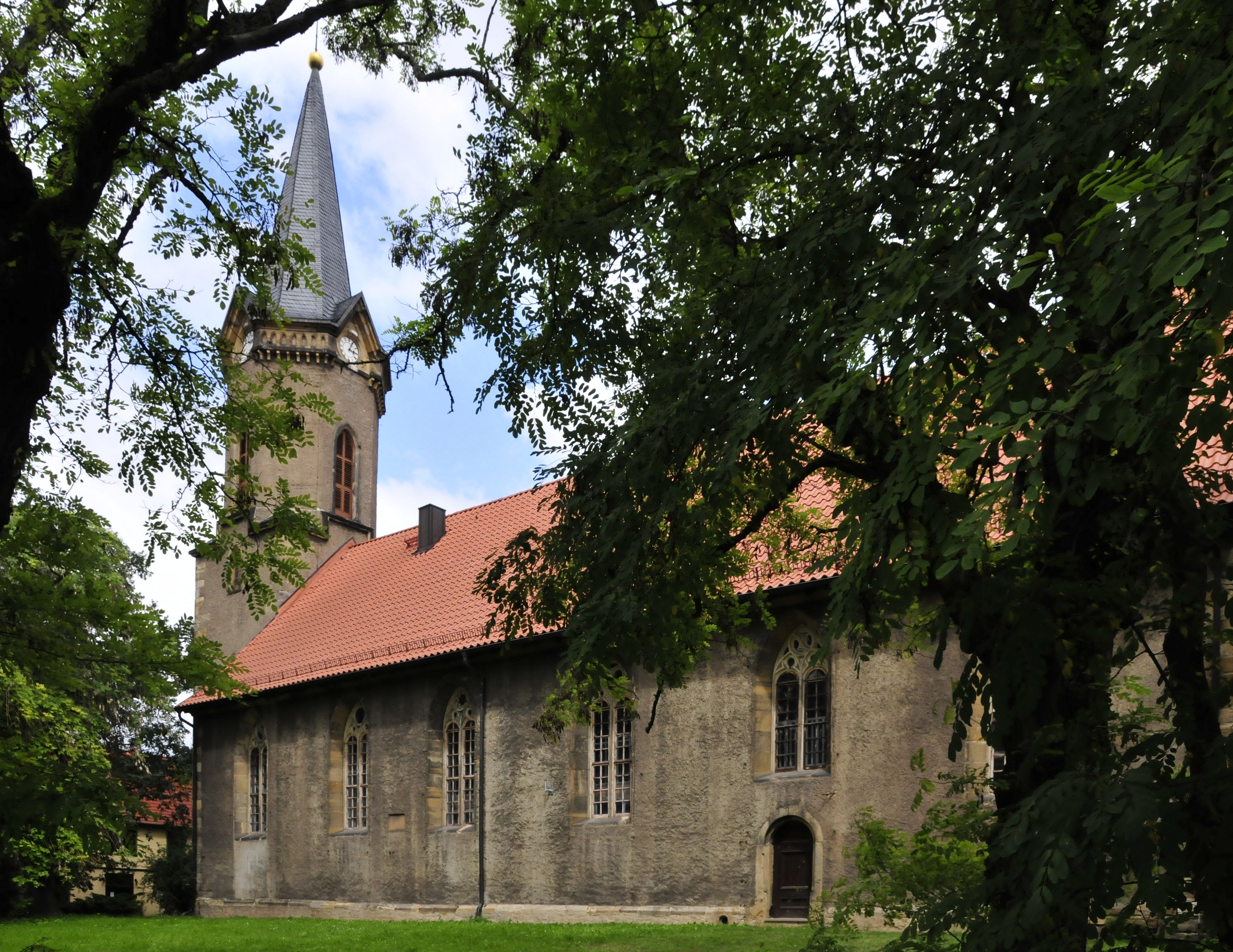

### Weitere Sehenswürdigkeiten
- Wenige hundert Meter westlich des Ortes liegt die Talsperre Tüngeda/Wangenheim, ein Naherholungsgebiet.
- Siehe auch: Liste der Kulturdenkmale in Nessetal

## Wirtschaft und Infrastruktur

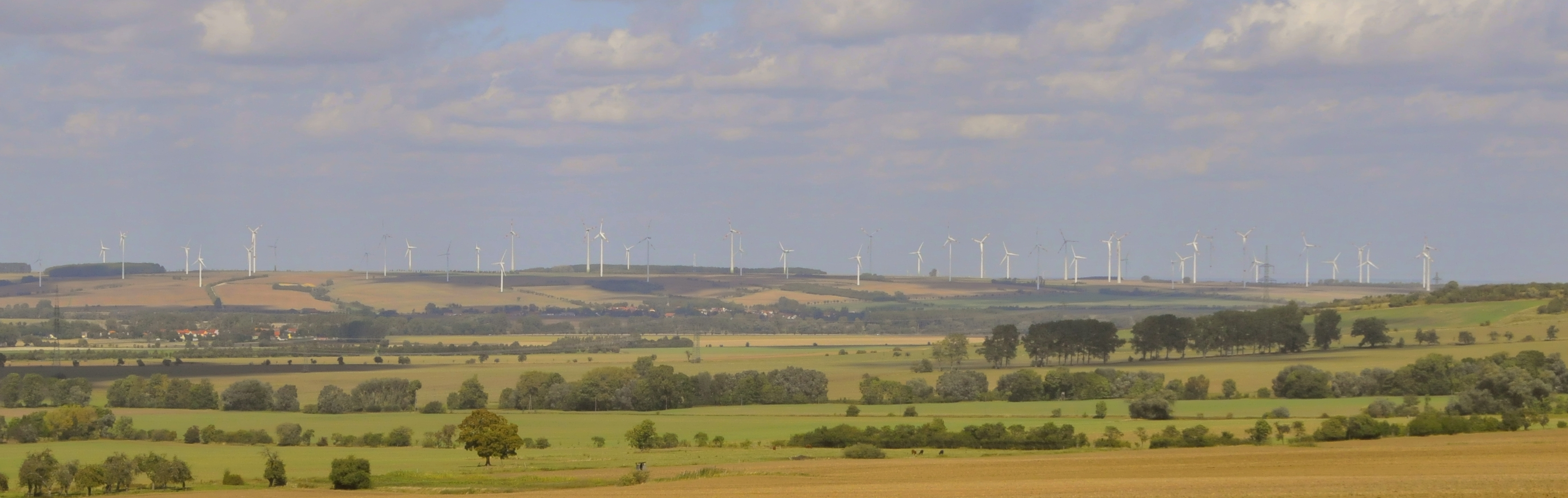
Windpark bei Wangenheim

Die Gemeinde ist landwirtschaftlich geprägt. Mit der Entwicklung des Ländlichen Fremdenverkehrszentrum Stausee Wangenheim hat auch der Tourismus eine gewisse Bedeutung erlangt. Im Jahr 1999 entstand auf dem Gemeindeterritorium der bis dahin größte Windpark Thüringens.
Wangenheim liegt an der Ortsverbindungsstraße von Goldbach nach Reichenbach, einem Ortsteil der Gemeinde Hörselberg-Hainich im Wartburgkreis. Die nächsten Autobahnanschlussstellen befinden sich an der A 4 etwa 20 Kilometer südlich.
Der Ort besaß von 1890 bis 1995 einen Bahnhof an der Nessetalbahn, der etwa zwei Kilometer südlich vom Ortszentrum lag.

### Wasser und Abwasser
Die Wasserver- und Abwasserentsorgung wird durch den Wasser- und Abwasserzweckverband Mittleres Nessetal sichergestellt.

## Persönlichkeiten
- Lothar Engelhardt (1939–2010), Generalmajor und letzter Chef der NVA